# Like Me (reality-show) (1.ª edição)
Like Me foi um  reality show da TVI, com influencers que estreou a sua primeira edição a 27 de maio de 2019 e terminou a 29 de junho de 2019 com a apresentação de Ruben Rua e Luana Piovani.

## Concorrentes

### André Zenera
Vive em Guimarães e faz do seu perfil fonte de rendimento. Resolveu participar no programa porque lhe permitirá conseguir novas valências a nível digital. Entrar nesta experiência vai servir para se colocar à prova quer em termos de competição quer pela vertente mais restrita de embarcar num reality show. Gostava de mostrar lá para casa que ser influencer e ter um feed mais “curado” exige trabalho, esforço e dedicação. Dá máxima importância ao visual e considera-se um rapaz cheio de estilo. Imagina-se numa competição com outros influencers, apesar de não se rever num grupo de influencers demasiado novos. Atualmente está solteiro. Será que no Estúdio alguma influenciadora lhe vai preencher as medidas?

### Angelita Letras
A Angelita é muito procurada por marcas de roupa plus-size porque garante verdade e está confiante com o seu peso. Trabalha maioritariamente o seu Instagram, diz que faz produções fotográficas porque são os conteúdos com mais likes, mas que adora viver a vida com verdade, estar confiante consigo e fazer stories verdadeiras e sem filtros. Faz vídeos de maquilhagem. É de Évora mas vive em Lisboa há 6 anos, estudou design. Também é DJ. Criou uma marca de design Made By Angelita. Recebeu muitas mensagens de pessoas a pedirem para se inscrever neste novo programa, porque gostam de a seguir pela verdade com que comunica e se expõe. Não tem filhos e vive sozinha em Lisboa.

### Carolina Sousa
A Carolina tem 22 anos e mora entre Lisboa e Porto, devido ao seu trabalho Trabalha como professora de dança (ballet, jazz, pop e contemporâneo). Já foi bailarina da Blaya. O que mais gosta de mostrar nas redes sociais é da sua verdade e que a Carolina das redes é a mesma Carolina da vida real. É bem disposta e animada e aceitou o desafio do Like Me para evoluir enquanto comunicadora.

### Daniel Malheiro
O Daniel vem de Pombal de Ansiães e costuma ajudar os pais nos seus negócios. O seu sonho é seguir a carreira de modelo e ter tempo para investir no seu canal de YouTube, onde gosta de falar sobre assuntos de cultura geral. Também gosta de investir na bolsa. Considera-se muito competitivo e também boa pessoa. Completou o 12.º e agora ajuda os pais na gestão dos negócios agrícolas familiares. Tem muita graça a falar por causa do sotaque, e os amigos dizem que ele é o palhaço do grupo. Adora ver vídeos de apanhados (“pegadinhas”) no YouTube. Para atingir os seus objectivos nunca passaria por cima de um grande amigo, mas tem ambição e sede de competição.

### Diogo Belchior
O Diogo tem 19 anos, e mora em São Brás de Alportel com a mãe. Estuda organização de eventos, e já participou na organização da 2.ª marcha LGBT do Algarve. Sempre foi diferente dos restantes e ouviu muitas críticas desde muito novo, mas sempre teve o apoio da mãe. Considera-se extrovertido e gosta de fazer rir as pessoas. Tem o sonho de entrar no mundo da televisão, e adora conseguir inspirar os seus seguidores a não terem medo de serem quem são.

### Gabriella Brooks
A Gabriella tem 26 anos e é uma cidadã do mundo. O pai é angolano, a mãe australiana. Nasceu em Inglaterra mas tem nacionalidade portuguesa há 7 anos. Como línguas maternas tem o inglês e o francês. Estudou no Algarve, num colégio inglês, e formou-se em Jornalismo. Decidiu ir para Nova Iorque fazer um curso de representação, onde conseguiu um papel numa longa-metragem. Em Portugal, já foi apresentadora de televisão. Fez um estágio de 6 meses no Dubai em produção de cinema. Pretende direcionar o seu Instagram para um conceito de #foodporn e de #guiltypleasures de comida. Aceitou o desafio do #LikeMe porque acredita que a sua participação lhe dará projeção e visibilidade.

### Joana Madeira
A Joana é atriz, repórter e autora da rubrica "O da Joana" do Você na TV. É cronista e comediante. Autora do livro e do blogue "A Marmelada Mata". É casada com o também ator e humorista Eduardo Madeira e têm uma filha em comum, a Leonor, que tem 6 anos. Têm 19 anos de diferença, mas a idade não interfere no amor. Em 2018, Joana decidiu perder peso e melhorar alguns aspetos físicos: perdeu 11 quilos e submeteu-se a cirurgias de mummy makeover (que se revelaram um sucesso).

### Jorge Quaresma
O Jorge é completamente focado na sua imagem. Trabalha numa empresa de lonas, aplicação de vinis e publicidades, completamente distante da realidade digital, apesar de trabalhar o seu perfil de Instagram com apenas 2600 seguidores. Já conseguiu acessórios, roupas e implantes capilares com as suas fotos de lifestyle, moda e menswear. Acredita que o seu carisma é superior ao dos jovens da mesma faixa etária; diz que escreve sempre frases profundas em cada post no Instagram que refletem com verdade aquilo que é e pensa. Não tem filhos nem relações. Vive com os pais atualmente porque a sua última relação de 1 ano terminou. Diz que ajudou a criar 3 filhos, mesmo não tendo sido dele, com amor e valores.

### Lisandro Alves
Tem 23 anos e mora em Belas. Chumbou várias vezes na escola porque só pensava em futebol, mas quando percebeu que os pais faziam tudo por ele, decidiu colocar a cabeça no lugar e dedicar-se aos estudos, tendo feito o secundário na área de comunicação e marketing. Actualmente trabalha como administrativo. Acha que este programa é perfeito para ele, pois ele tem o perfil dedicado às redes que se procura. Acredita que as redes sociais são um mundo novo e que há muito por explorar. Nas suas páginas, gosta de publicar trabalhos de moda e fitness, mas também o seu lado mais pessoal, partilhando músicas e filmes que gosta para inspirar as pessoas que o seguem, bem como frases inspiracionais. Encontra-se solteiro à 5 anos, mas vai namorando: «o sabor da vida depende de quem a tempera».

### Miguel Ângelo
O Miguel trabalha no aeroporto. Gostava de viver apenas do Instagram, seguindo a linha de desporto. Não se imagina, contudo, numa experiência de confinamento como a que vai encontrar no Like Me. Apesar disso, é corajoso para aceitar o desafio. Há 4 anos começou a pesquisar sobre o digital e como aumentar os seus seguidores. Foi a partir daí que a sua rede teve um crescimento assinalável.

### Mónica Vale de Gato
A Mónica é bem disposta e divertida. É comediante e gosta de fazer stand-up. Tem um canal de Youtube mas é no Facebook que tem mais visualizações. Sempre fez vídeo cómicos, mas tinha vergonha porque os ex-namorados não a apoiavam. No ano em que o seu pai morreu, decidiu publicar os vídeos e criar o canal que teve muito sucesso. Com a entrada no Like Me pretende tornar-se polivalente nas várias vertentes do digital.

### Rafael Baselli
O Rafael tem 20 anos, é atualmente estudante de comunicação e representação. Pesava 100 quilos em jovem, mas passou por dietas (difíceis) e com a motivação certa conseguiu aos 17 anos trabalho enquanto modelo. A sua paixão é o YouTube, onde, no seu canal, explora todo o tipo de conteúdos (partidas e apanhados). Costuma sair para ambientes noturnos e tem muitos flirts. Apesar disso, está solteiro. Já participou nas ficções da TVI Casos da Vida e Mar de Paixão.

### Rita Garcês
A Rita vive sozinha em Lisboa e trabalha numa agência de viagens. Aos 20 anos pesava 93 quilos e um dia decidiu que tinha de mudar de vida. Teve alguns distúrbios alimentares e por isso tem de regrar a sua vida com exercícios e alimentação saudável. Há dois anos criou um canal no YouTube para falar da sua nova vida saudável. É conhecida como “Armada em Fit” no mundo digital e já tem 14 mil seguidores no Instagram. É foodie, tira ótimas fotografias às receitas que faz e defende que uma dieta equilibrada se faz comendo de tudo um pouco.

## Entradas e saídas
| Participante        | Entrada             | Saída               | N° de dias em jogo |
| ------------------- | ------------------- | ------------------- | ------------------ |
| Gabriella Brooks    | 27 de maio de 2019  | 29 de junho de 2019 | 34 dias            |
| Rafael Baselli      | 27 de maio de 2019  | 29 de junho de 2019 | 34 dias            |
| Rita Garcês         | 27 de maio de 2019  | 29 de junho de 2019 | 34 dias            |
| Mónica Vale de Gato | 27 de maio de 2019  | 29 de junho de 2019 | 34 dias            |
| Carolina Sousa      | 27 de maio de 2019  | 27 de junho de 2019 | 32 dias            |
| Jorge Quaresma      | 27 de maio de 2019  | 27 de junho de 2019 | 32 dias            |
| Daniel Malheiro     | 27 de maio de 2019  | 25 de junho de 2019 | 30 dias            |
| André Zenera        | 13 de junho de 2019 | 25 de junho de 2019 | 12 dias            |
| Diogo Belchior      | 6 de junho de 2019  | 22 de junho de 2019 | 16 dias            |
| Lisandro Alves      | 13 de junho de 2019 | 22 de junho de 2019 | 9 dias             |
| Joana Madeira       | 27 de maio de 2019  | 15 de junho de 2019 | 20 dias            |
| Angelita Letras     | 27 de maio de 2019  | 8 de junho de 2019  | 13 dias            |
| Miguel Ângelo       | 27 de maio de 2019  | 1 de junho de 2019  | 6 dias             |

## Nomeações e expulsões
Primeiro Live Show
- Nomeados: Gabriella Brooks e Miguel Ângelo
- Expulso: Miguel Ângelo (21%)

Segundo Live Show
- Nomeados: Angelita Letras e Gabriella Brooks
- Expulso: Angelita Letras (28%)

Terceiro Live Show
- Nomeados: Joana Madeira e Mónica Vale de Gato
- Expulso: Joana Madeira (48%)

Quarto Live Show (2 rondas de nomeações)
- Nomeados: Mónica Vale de Gato e Lisandro Alves
- Expulso: Lisandro Alves (38%)

- Nomeados: Diogo Belchior e Mónica Vale de Gato
- Expulso: Diogo Belchior (32%)

Especial (Votacão para expulsar dois concorrentes)
• Nomeados: Mónica Vale de Gato, Rita Garcês, Daniel Malheiro, Jorge Quaresma, André Zenera
• Expulsos: André Zenera (41%), Daniel Malheiro (25%).
• Salvos: Monica Vale de Gato (6%), Jorge Quaresma (8%), Rita Garcês (20%)
Especial (Votacão para expulsar dois concorrentes)
• Nomeados: Mónica Vale de Gato, Rita Garcês, Carolina Sousa, Jorge Quaresma, Gabriella Brooks, Rafael Baselli
• Expulsos: Jorge Quaresma (30%), Carolina Sousa (25%)
• Salvos: Gabriella Brooks (8%), Monica Vale de Gato (10%), Rita Garcês (11%), Rafael Baselli (16%)
Quinto Live Show (Votação para escolher o vencedor)
Nomeados: Gabriella Brooks, Mónica Vale de Gato, Rafael Baselli e Rita Garcês
1° lugar: Gabriella Brooks (50%)
2° lugar: Rafael Baselli (40%)
3° lugar: Rita Garcês (6%)
4° lugar: Mónica Vale de Gato (4%)

## Pontuações
| Concorrente | Tabela | Tabela | Tabela | Tabela | Tabela | Tabela | Tabela | Tabela | Final     |
| Concorrente | 1      | 2      | 3      | 4      | 5      | 6      | 7      | 8      | Final     |
| ----------- | ------ | ------ | ------ | ------ | ------ | ------ | ------ | ------ | --------- |
| Gabriella   | 9      | 12     | 18     | 19     | 19     | 0%     | 8%     | 50%    | Vencedora |
| Rafael      | 20     | 21     | 17     | 23     | 23     | 0%     | 16%    | 40%    | Segundo   |
| Rita        | 20     | 21     | 13     | 14     | 14     | 20%    | 11%    | 6%     | Terceira  |
| Mónica      | 20     | 16     | 12     | 11     | 11     | 6%     | 10%    | 4%     | Quarta    |
| Carolina    | 24     | 24     | 17     | 15     | 15     | 0%     | 25%    |        | Eliminada |
| Jorge       | 11     | 12     | 17     | 12     | 12     | 8%     | 35%    |        | Eliminado |
| Daniel      | 15     | 16     | 18     | 15     | 15     | 25%    |        |        | Eliminado |
| André       |        |        |        | 23     | 23     | 41%    |        |        | Eliminado |
| Diogo       |        |        | 23     | 12     | 12     |        |        |        | Eliminado |
| Lisandro    |        |        |        | 6      |        |        |        |        | Eliminado |
| Joana       | 12     | 13     | 9      |        |        |        |        |        | Eliminada |
| Angelita    | 11     | 11     |        |        |        |        |        |        | Eliminada |
| Miguel      | 8      |        |        |        |        |        |        |        | Eliminado |

Legenda:
    Vencedor(a) na Gala
    Nomeado (salvo)
    Ainda não estava em jogo
    Eliminado(a)
    Finalista
    Quarto/Terceiro lugar do programa
    Segundo lugar do programa
    Vencedor(a) do programa

## Curiosidades
A estreia realizou-se a uma segunda-feira, no Estúdio Criativo.
Os Live Shows são realizados em parte do estúdio do programa Você na TV! sendo o estúdio adaptado para receber o bloco semanal.
A Gabriella Brooks e o Rafael Baselli já participaram em produções de ficção da TVI como Onde está Elisa e Mar de Paixão.
Os diários da tarde são feitos em estúdio chroma e contam com a participação dos apresentadores do programa.
A Gabriella Brooks e o Rafael Baselli entraram juntos e saíram juntos. Curiosamente foram os primeiros a entrar e os últimos a sair.

## Audiências
Nesta página, apenas pode encontrar as audiências dos ‘Live Shows’ e não dos ‘Diários’.
| Galas   | Data             | Share | Rating | Ranking do horário |
| ------- | ---------------- | ----- | ------ | ------------------ |
| 1ª Gala | Segunda, 27 Maio | 13,7% | 4,0%   | 3º                 |
| 2ª Gala | Sábado, 01 Junho | 13,05 | 3,2    | 2º                 |
| 3ª Gala | Sábado, 08 Junho | 12,8% | 2,6%   | 2º                 |
| 4ª Gala | Sábado, 15 Junho | 10,2% | 2,1%   | 2º                 |
| 5ª Gala | Sábado, 22 Junho | 9,0%  | 2,2    | 2º                 |
| 6ª Gala | Sábado, 29 Junho | 12.4% | 4.5%   | 2º                 |
| Média   | Média            | 11,9% | 3.1%   |                    |

A final do programa foi antecipada devido às baixas audiências, sendo anunciada uma segunda edição que contava com a participação de ex. concorrentes de outros reality-shows.